# توماس سكوت (ضابط شرطة)
توماس سكوت (بالإنجليزية: Thomas Scott)‏ هو ضابط شرطة نيوزيلندي، ولد في 1816 في Kilconquhar ‏ في المملكة المتحدة، وتوفي في 1892.